# 라이언 테더
라이언 벤저민 테더(Ryan Benjamin Tedder, 1979년 6월 26일 ~ )는 미국의 싱어송라이터이자 레코드 프로듀서 및 멀티플레이어이다. 팝 록 밴드 원리퍼블릭(OneRepublic)의 리더로 알려져 있다. 그는 아델, 제니퍼 로페즈, 비욘세, 밥, 켈리 클락슨, 파 이스트 무브먼트, 캐리 언더우드, 애덤 램버트 등 다양한 아티스트의 작곡가 및 프로듀서로 독립적인 경력을 갖고 있다.